# توم جالاتي
توم جالاتي (بالإنجليزية: Tom Galati)‏ هو لاعب كرة قدم أمريكي في مركز الوسط، ولد في 17 نوفمبر 1951 في سانت لويس في الولايات المتحدة. شارك مع منتخب الولايات المتحدة لكرة القدم. أما مع النوادي، فقد لعب مع فيلادلفيا آتومز ‏.